# 무타점 승리
무타점 승리란 야구에서 타점이 없이 경기에서 승리하는 것을 가리키는 단어이다.

## 설명
무타점 승리는 무안타 승리와 다르게 안타를 치는 것은 허용되지만 타점이 인정되지않고 경기에서 승리해야 하는 조건이 조건이 있다. 무타점 승리가 되기 위해선 무사 만루나 무사 1,3루 등에서 병살로 득점을 내거나 또는 무사 만루, 무사 1,3루, 무사 2,3루, 무사 3루 등에서 폭투, 포일, 보크가 일어나 3루 주자가 홈인하였을 경우, 3루 주자가 홈스틸에 성공한 경우와 같이 타자의 타점이 인정되지않는 조건으로 점수를 획득하여 경기를 이겨야 한다. 무안타 승리보다는 더 많이 나오고 KBO에서도 나온 기록이지만 무안타 승리와 마찬가지로 무타점 승리도 희귀한 진기록 중에 하나이다. KBO에서는 총 10번의 무타점 승리가 나왔는데 가장 최근에 나온 무타점 승리는 2024년 8월 1일에 두산 베어스가 KIA 타이거즈를 상대로 1:0의 승리를 거둔 경기이다.

## 같이 보기
- 무안타 승리
- 타점
- 야구